# Krüselinsee und Mechowseen
Krüselinsee und Mechowseen este o arie protejată (arie specială de conservare — SAC, sit de importanță comunitară — SCI) din Germania întinsă pe o suprafață de 575 ha, integral pe uscat.

## Localizare
Centrul sitului Krüselinsee und Mechowseen este situat la coordonatele 53°16′30″N 13°24′59″E / 53.275°N 13.4164°E.

## Înființare
Situl Krüselinsee und Mechowseen a fost declarat sit de importanță comunitară în aprilie 1998 pentru a proteja 1 specie de plante și 6 specii de animale. Situl a fost protejat și ca arie specială de conservare în august 2016.

## Biodiversitate
Situată în ecoregiunea continentală, aria protejată conține 11 habitate naturale: Ape puternic oligomezotrofe cu vegetație bentonică cu Chara spp., Lacuri eutrofice naturale cu vegetație de tip Magnopotamion sau Hydrocharition, Lacuri și iazuri distrofice naturale, Cursuri de apă de la nivel de câmpie la nivel montan, cu vegetație Ranunculion fluitantis și Callitricho-Batrachion, Fânețe de joasă altitudine (Alopecurus pratensis, Sanguisorba officinalis), Mlaștini turboase de tranziție și turbării mișcătoare, Mlaștini calcaroase cu Cladium mariscus și specii de Caricion davallianae, Mlaștini alcaline, Păduri de fag Luzulo-Fagetum, Mlaștini împădurite, Păduri aluvionare cu Alnus glutinosa și Fraxinus excelsior (Alno-Padion, Alnion incanae, Salicion albae).
La baza desemnării sitului se află mai multe specii protejate:
- plante (1): o specie rară de mușchi (Drepanocladus vernicosus)
- mamifere (2): castor (Castor fiber), vidră de râu (Lutra lutra)
- nevertebrate (4): libelule (Leucorrhinia pectoralis), fluturele purpuriu (Lycaena dispar), Vertigo angustior, Vertigo moulinsiana